# Rubén Correa
Rubén Correa (25 de juliol de 1941) és un futbolista peruà.
Va formar part de l'equip peruà a la Copa del Món de 1970. Fou jugador de Defensor Lima i Universitario de Deportes.